# 468 لينا
لينا هو الكويكب رقم 468 الذي تم اكتشافه من قبل عالم الفلك ماكس ولف من مرصد هايدلبرغ وكان ذلك في 18 يناير من عام 1901 في ألمانيا.